# Stokesova věta
Stokesova věta je věta diferenciální geometrie, která popisuje vztah mezi křivkovým integrálem druhého druhu vektorového pole v prostoru přes hladkou uzavřenou orientovanou křivku a plošným integrálem rotace vektorového pole přes hladkou orientovanou plochu křivkou uzavřenou. Tato věta je speciálním případem tzv. zobecněné Stokesovy věty. Naopak speciálním případem Stokesovy věty v rovině je Greenova věta. Autorem Stokesovy věty je irský fyzik Georg Stokes.

## Znění věty

Ilustrace Stokesovy věty s plochou S = Σ orientovanou normálou n a její hranicí C = ∂Σ, tj. orientovanou křivkou.

Je-li {\displaystyle \mathbf {F} (x,y,z)=[F_{x}(x,y,z),F_{y}(x,y,z),F_{z}(x,y,z)]} vektorové pole se spojitými parciálními derivacemi prvního řádu na otevřené jednoduše souvislé po částech hladké kladně orientované ploše {\displaystyle S} ohraničené po částech hladkou jednoduchou uzavřenou kladně orientovanou křivkou {\displaystyle C}, pak platí:
{\displaystyle {\begin{aligned}\oint _{C}\mathbf {F} \cdot \mathrm {d} \mathbf {r} &=\iint _{S}\left({\nabla \times \mathbf {F} }\right)\cdot \mathbf {n} \ \mathrm {d} S,\\&=\iint _{S}\left({\frac {\partial F_{z}}{\partial y}}-{\frac {\partial F_{y}}{\partial z}}\right)\mathrm {d} y\,\mathrm {d} z+\left({\frac {\partial F_{x}}{\partial z}}-{\frac {\partial F_{z}}{\partial x}}\right)\mathrm {d} z\,\mathrm {d} x+\left({\frac {\partial F_{y}}{\partial x}}-{\frac {\partial F_{x}}{\partial y}}\right)\mathrm {d} x\,\mathrm {d} y,\\&=\oint _{C}(F_{x}\mathrm {d} x+F_{y}\mathrm {d} y+F_{z}\mathrm {d} z),\end{aligned}}}
kde {\displaystyle \nabla \times \mathbf {F} } je rotace vektorového pole {\displaystyle \mathbf {F} (\mathbf {r} )}, kde {\displaystyle \mathrm {d} \mathbf {r} =[dx,dy,dz]}, vyjádřená pomocí operátoru nabla a křivka {\displaystyle C} je orientována tak, že při obíhání po této křivce v kladném smyslu je plocha {\displaystyle S} vždy po levé straně.